# Burbank Animation Studios
Burbank Animation Studios precedentemente nota come Burbank films Australia è stata una casa di produzione d'animazione australiana.

## Storia
Le prime produzioni della compagnia risalgono al 1982 e furono otto adattamenti di romanzi di Charles Dickens. Nel 1983 la compagnia produsse, invece, adattamenti di quattro opere di Arthur Conan Doyle.
Nel 1987 l'animazione è stata interamente realizzata nelle Filippine (Burbank Animation Incorporated con sede a Manila).

## Edizioni italiane
In Italia la maggioranza dei film dello studio fu edita direttamente per il mercato home video in VHS a partire dai primi anni '90. Inizialmente furono pubblicati per il mercato delle edicole dalla Fabbri Editori nella collana Avventure senza tempo e da DeAgostini in varie collane tra cui I grandi racconti d'avventura, Le mille e una fiaba e altre, assieme ad altri film ed episodi di serie animate. In seguito molti titoli furono pubblicati e ristampati in varie versioni da Stardust, costituendo la parte principale del catalogo dell'editore assieme ad altre trasposizioni di romanzi e fiabe classici (realizzate da Jetlag Productions, Golden Films, Emerald City Productions e altre). Alcuni film furono pubblicati più volte da diversi editori e con diversi doppiaggi italiani.
Negli anni 2000 alcuni film furono riediti in DVD dalla Memory Technology, nuovo marchio dell'editore Stardust; non sono state in seguito distribuite altre edizioni.
In TV, il film I tre moschettieri fu trasmesso già nel 1986 da Telemontecarlo. Per il resto, molti film della Burbank furono trasmessi frequentemente da reti locali e circuiti (quali Junior TV) negli anni '90 e 2000.

## Filmografia

### Burbank Films Australia
- Oliver Twist, regia di Richard Slapczynski (1982)[4]
- Canto di Natale (A Christmas Carol), regia di Jean Tych (1982)[5]
- Il segno dei quattro (Sherlock Holmes and the Sign of Four) (1983)[6]
- La valle della paura (Sherlock Holmes and the Valley of Fear) (1983)[7]
- Uno studio in rosso (Sherlock Holmes and a Study in Scarlet) (1983)[8]
- Il mastino di Baskerville (Sherlock Holmes and the Baskerville Curse) (1983)[9]
- Grandi speranze (Great Expectations), regia di Jean Tych (1983)[10]
- David Copperfield, regia di Ian MacKenzie (1983)[11]
- La bottega dell'antiquario (The Old Curiosity Shop), regia di Warwick Gilbert (1984)[12]
- A Tale of Two Cities (1984)[13]
- Nicholas Nickleby (1985)[14]
- Pickwick Papers (1985)[15]
- The Adventures of Robin Hood (1985)
- 20,000 Leagues Under the Sea (1985)
- The Man in the Iron Mask (1985)
- Dr. Jekyll and Mr. Hyde (1986)
- Ivanhoe (1986)[16]
- Kidnapped (1986)
- King Solomon's Mines (1986)
- The Adventures of Tom Sawyer (1986)
- The Hunchback of Notre Dame (1986)[17]
- I tre moschettieri (The Three Musketeers), regia di Geoff Collins (1986)
- Black Beauty (1987)
- Don Quixote of La Mancha (1987)
- Rob Roy (1987)
- The Last of the Mohicans (1987)
- The Odyssey  (1987)
- Treasure Island (1987)
- Peter Pan, regia di David Cherkasskiy e Richard Trueblood (1988)
- Alice nel Paese delle Meraviglie (Alice in Wonderland), regia di Richard Trueblood (1988)
- The Black Arrow (1988)
- Around the World in 80 Days (1988)
- Wind in the Willows (1988)
- The Corsican Brothers (1989)

### Burbank Animation Studios
- White Fang (1991)
- The Emperor's New Clothes (1991)
- The Count of Monte-Cristo (1991)
- Hans and the Silver Skates (1991)
- Goldilocks and the Three Bears (1991)
- Frank Enstein (1991)
- Ali Baba (1991)
- The New Adventures of Robin Hood (1992)
- The Pied Piper of Hamlin (1992)
- The New Adventures of William Tell (1992)
- Thumbelina (1993)
- The Fantastic Voyages of Sinbad (1993)
- Puss in Boots (1993)
- Pocahontas (1995)
- Cinderella (1996)
- Beauty and the Beast (1996)
- The Hunchback of Notre Dame (1996)
- Hansel and Gretel (1997)
- Hercules (1997)
- Anastasia (1997)
- The Little Mermaid (1998)
- Camelot (1998)
- Mulan (1998)
- Prince of the Nile: The Story of Moses (1998)
- The Three Little Pigs (1999)
- D4: The Trojan Dog (1999)
- Easter in Bunnyland (1999)
- Anna and the King (1999)
- Silent Night: The Story of the First Christmas (2000)
- The Canterville Ghost (2001)
- Joseph and the Coat of Many Colours (2001)
- The Little Drummer Boy (2001)
- Jungle Girl and the Lost Island of the Dinosaurs (2002)